# 摩西·麦考密克
Laoshu（Laoshu505000，來自中文的「老鼠」）本名摩西·麥考密克（英語：Moses Monweal McCormick、1981年3月12日—2021年3月4日），是美国的一位多語者與YouTuber。

## 生平
麦考密克於1981年3月12日出生於美國俄亥俄州阿克倫，自18歲起自學多種語言，他就讀艾克朗大學時因花費太多時間自學中文而缺課過多，轉學至一所社區大學，後通過俄亥俄州立大学的中文入學等級考試，入該校主修中文。2008年他自大學退學，在YouTube開設名為「Laoshu505000」的頻道，上傳影片多為自己在公共場所尋找各語言母語交談的影片，並將此活動稱為「升級」（leveling up）。2018年左右他搬至亞利桑那州鳳凰城。
麦考密克開發了一種以會話為主的語言學習方法「外語路跑」（Foreign Language Roadrunning），在網路上教授語言。除母語英語外他最流利的語言為現代標準漢語，日語能力也較高，此外他還能講越南语、广州话、韩语、索马里语、西班牙语、阿拉伯語、契維語和斯瓦希里语等多種語言，其網站稱他學過超過50種語言。
麦考密克于2021年3月4日在凤凰城因心脏并发症去世。其家人發起GoFundMe募款以將他的遺體運回俄亥俄州阿克倫安葬。